# Plessix-Balisson
Plessix-Balisson (bretonisch Ar Genkiz-Yuzhael) ist eine ehemalige französische Gemeinde mit 81 Einwohnern (Stand: 1. Januar 2022) im Département Côtes-d’Armor in der Region Bretagne. Sie gehörte zum Arrondissement Dinan, zum Kanton Pleslin-Trigavou und war Mitglied des 1996 gegründeten Gemeindeverbands Côte d’Émeraude. Die Bewohner nennen sich Plessix-Balissonniens/Plessix-Balissonniennes. 
Die Gemeinde Plessix-Balisson wurde mit Wirkung vom 1. Januar 2017 mit Ploubalay und Trégon zur neuen Gemeinde Beaussais-sur-Mer zusammengeschlossen.

## Geografie
Plessix-Balisson liegt etwa 14 Kilometer südwestlich von Saint-Malo im Nordosten des Départements Côtes-d’Armor.

## Geschichte
Überreste aus der Eisenzeit belegen eine frühzeitliche Besiedelung. Zudem wurden Fundstücke aus gallo-römischer Zeit ausgegraben. Doch erst im 12. Jahrhundert taucht der heutige Ort unter dem Namen Plessis-Juhel aus dem Dunkel der Geschichte. Die Gemeinde gehörte von 1793 bis 1801 zum Distrikt Dinan. Seit 1801 ist sie Teil des Arrondissements Dinan.

## Bevölkerungsentwicklung
| Jahr                       | 1962 | 1968 | 1975 | 1982 | 1990 | 1999 | 2006 | 2012 | 2020 |
| Einwohner                  | 169  | 152  | 136  | 108  | 94   | 83   | 91   | 90   | 73   |
| Quellen: Cassini und INSEE |      |      |      |      |      |      |      |      |      |

## Sehenswürdigkeiten
- Kirche Saint-Pierre (hauptsächlich 15. Jahrhundert; Glockenturm 1777; teilweise 1919)
- Schulhaus der bis 1977 bestehenden Dorfschule
- Kreuz aus dem 16./17. Jahrhundert auf dem Friedhof
- Haus maison des cavaliers aus dem 16./17. Jahrhundert
- Haus maison de la Basse-Chevronnais (erbaut 1710) an der rue du Pertu-Chaud
- Überreste einer Festung aus dem Jahr 1150
- Gedenkplatte für die Gefallenen an der Kirche[1]

Quelle: